# Біллунн (аеропорт)
Аеропорт Біллунн (дан. Billund Lufthavn) (IATA: BLL, ICAO: EKBI) — цивільний аеропорт у Данії. Розташований за 1,9 км, NE від Біллунна, є найбільшим вантажним аеропортом країни. Найбільшою цікавинкою розташованою поруч є Леголенд-Біллунн.
Аеропорт є хабом для:
- SUN-AIR

## Авіалінії та напрямки, серпень 2019

### Пасажирські
| Авіакомпанія                     | Пункт призначення |
| -------------------------------- | --- |
| airBaltic                        | Рига |
| Air Cairo                        | Хургада |
| Air France                       | Париж-Шарль де Голль |
| Atlantic Airways                 | Вагар Сезонний чартер: Фуертевентура, Інсбрук, Самос, Закінф |
| Braathens Regional Aviation      | Сезонний чартер: Варна |
| British Airways                  | Дюссельдорф, Лондон-Сіті, Лондон-Хітроу, Манчестер, Осло-Гардермуен |
| Brussels Airlines                | Брюссель |
| Bulgaria Air                     | Сезонний чартер: Бургас |
| Corendon Airlines Europe         | Сезонний: Ханья, Родос |
| Danish Air Transport             | Борнгольм Сезонний чартер: Анталія, Бургас, Корфу, Фуертевентура, Гран-Канарія, Яніна, Карпатос, Кос, Превеза, Шарм-ель-Шейх, Закінф                                                                                          |
| Finnair                          | Гельсінкі |
| Icelandair                       | Сезонний: Рейк'явік |
| Jet Time                         | Сезонний чартер: Альмерія, Анталія, Бургас, Ханья, Даламан, Гран-Канарія, Ларнака, Родос, Самос |
| KLM                              | Амстердам |
| LOT Polish Airlines              | Варшава-Шопен |
| Lufthansa                        | Франкфурт |
| Norwegian Air Shuttle            | Аліканте, Копенгаген, Фару, Гран-Канарія (з 30 жовтня 2019),, Малага, Осло-Гардермуен, Понта-Деглада Сезонний: Барселона |
| Pegasus Airlines                 | Сезонний: Анталія |
| Ryanair                          | Аліканте, Берлін-Шенефельд, Будапешт, Дублін (з 28 жовтня 2019), , Единбург, Лондон-Станстед, Малага, Манчестер, Познань, Прага Сезонний: Афіни, Мілан-Бергамо, Ханья, Жирона, Мальта, Пальма-де-Мальорка, Піза, Рим-Чіампіно |
| Scandinavian Airlines            | Копенгаген, Осло-Гардермуен, Стокгольм-Арланда Сезонний чартер: Анталія, Ханья, Гран-Канарія, Пальма-де-Мальорка, Родос, Сітія, Тенерифе-Південний, Закінф                                                                    |
| SunExpress                       | Сезонний: Анталія |
| Thomas Cook Airlines Scandinavia | Чартер: Гран-Канарія, Тенерифе-Південний Сезонний чартер: Анталія, Ханья, Іракліон, Ларнака, Пальма-де-Мальорка, Пхукет, Родос                                                                                                |
| Turkish Airlines                 | Стамбул-Аеропорт |
| Widerøe                          | Берген |
| Wings of Lebanon                 | Бейрут |
| Wizz Air                         | Бухарест, Клуж-Напока, Гданськ, Яси, Краків, Київ-Жуляни, Тімішоара, Тузла, Вільнюс, Відень, Варшава-Шопен |

### Вантажні

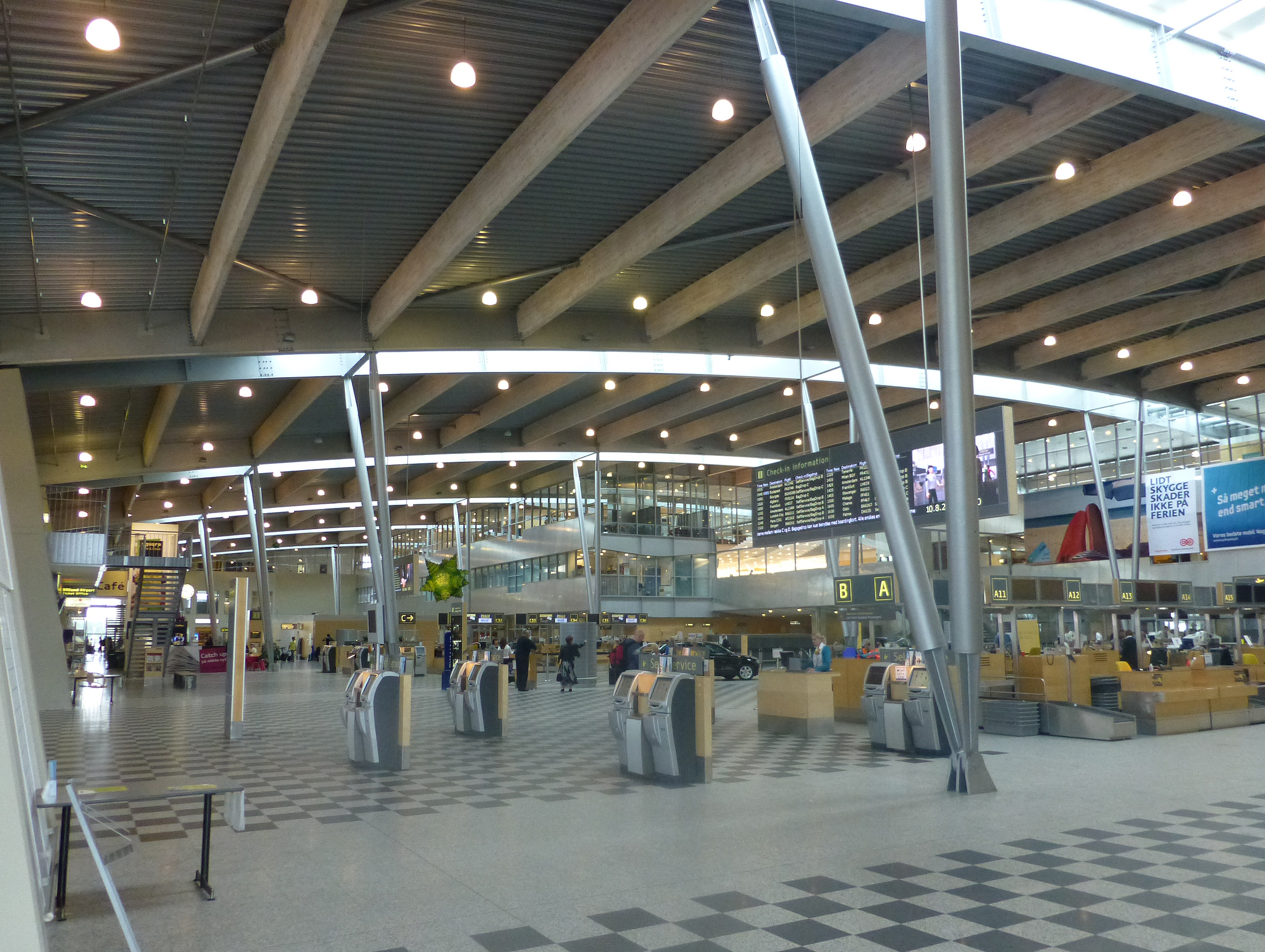
Зал реєстрації

| Авіакомпанія         | Пункт призначення |
| -------------------- | ----------------- |
| ASL Airlines Belgium | Льєж              |
| DHL Aviation         | Лейпциг/Галле     |

## Статистика
| Рік  | Пасажирообіг | Вантажообіг (тонн) | Авіатрафік |
| ---- | ------------ | ------------------ | ---------- |
| 1970 | 320.200      | 2.478              | 55.200     |
| 1980 | 661.900      | 3.489              | 47.500     |
| 1990 | 984.391      | 13.804             | 72.841     |
| 2000 | 1.841.030    | 39.500             | 51.922     |
| 2001 | 1.700.681    | 41.761             | 51.213     |
| 2002 | 1.643.771    | 41.703             | 47.926     |
| 2003 | 1.604.764    | 39.788             | 48.827     |
| 2004 | 1.849.799    | 48.424             | 50.827     |
| 2005 | 1.980.470    | 52.103             | 53.671     |
| 2006 | 1.882.034    | 55.986             | 50.404     |
| 2007 | 2.262.125    | 58.617             | 52.725     |
| 2008 | 2.546.856    | 55.775             | 53.189     |
| 2009 | 2.299.835    | 45.477             | 48.695     |
| 2010 | 2.574.340    | 61.568             | 51.520     |
| 2011 | 2.710.516    | 63.326             | 52.758     |
| 2012 | 2.734.807    | 61.666             | 50.021     |
| 2013 | 2.829.507    | 63.420             | 50.072     |
| 2014 | 2.852.076    | 62.608             | 48.864     |
| 2015 | 2.909.231    | 63.063             | 49.904     |
| 2016 | 3.092.013    | 66.595             | 51.479     |
| 2017 | 3.375.363    | 72.470             | 54.271     |
| 2018 | 3.506.209    | 73.221             | 53.583     |